# Donkey Kong: King of Swing
Donkey Kong: King of Swing (Eigenschreibweise: DK: King of Swing, jap. ぶらぶらドンキー, Hepburn Burabura Donkī) ist ein am 4. Februar in Europa und 19. Mai 2005 in Japan erschienenes Actionspiel für den Game Boy Advance.

## Spielmechanik

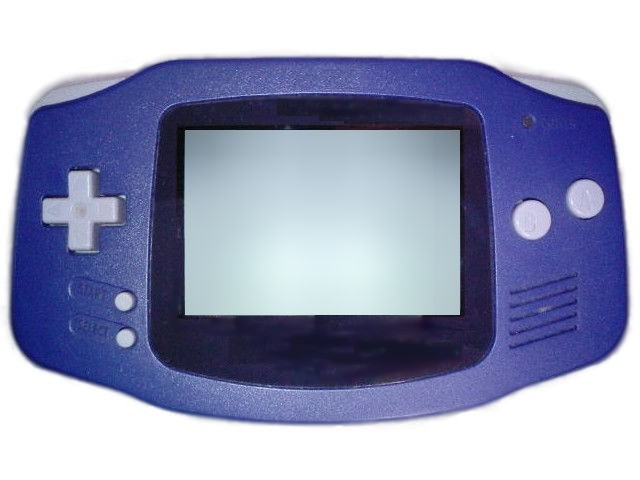
Der Game Boy Advance, auf dem Donkey Kong: King of Swing ursprünglich erschien

Das Spiel ist in die Spielmodi Abenteuer, 1-Spieler Urwaldparty und Mehrspieler Urwaldparty eingeteilt.

### Abenteuer
Im Abenteuermodus ist die eigentliche Spielgeschichte spielbar: Es sollte durch die Urwaldparty der Dschungelkönig gewählt werden, wozu von den Kongs verschiedene Medaillen vorbereitet wurden. Antagonist King K. Rool überfällt die Kongs jedoch und stiehlt diese Medaillen. Ziel des Spiels ist fortan, die Medaillen – die K. Rool über die Level verteilt – zurückzuholen und ihn zum Schluss selbst zu besiegen. DK: King of Swing ist dabei in fünf Spielwelten (Dschungel, Wilder Westen, Wasserwelt, Eiswelt und K. Kreuzer) unterteilt und enthält 24 Level.
In jedem Level gibt es eine Medaille zu finden, insgesamt also 24 (je acht bronzenfarbene, acht silberfarbene und acht goldfarbene). Darüber hinaus gibt es in jedem Level (mit Ausnahme der Endgegner) eine Kristallkokosnuss, insgesamt mithin 20. Diese Kokosnüsse sind teilweise in Fässern versteckt oder werden von Gegnern beschützt, die diese fallenlassen wenn man sie besiegt. Oft sind sie aber auch als Belohnung für ein erfolgreich absolviertes Bonusfass enthalten. Diese Bonusfässer ähneln äußerlich denen aus Donkey Kong Country 2: Diddy’s Kong Quest und Donkey Kong Country 3: Dixie Kong’s Double Trouble!, die Aufgabe besteht jedoch in DK: King of Swing darin, eine bestimmte Anzahl von Bananen in einer vorgegebenen Zeit einzusammeln.
Die Level selbst verlaufen im Regelfall von unten nach oben. Donkey Kong kann sich durch Drücken der L- und R-Taste des GBA springen und nach Halterungen – Äste beziehungsweise Tafeln genannt – greifen und sich daran festhalten. Mit der L-Taste wird die linke Hand gesteuert, mit der R-Taste die rechte. Betätigt man beide gleichzeitig, führt der am Boden stehende Donkey Kong einen Sprung aus, hängt er an einer Halterung, lädt er sich wiederum mit Energie auf bis er rot zu leuchten beginnt. Lässt man dann die Tasten los, vollführt Donkey Kong eine Angriffsattacke, mit der man Fässer zerstören, Gegner besiegen und höher springen kann. Hält man sich nur mit einer Hand fest, schwingt Donkey Kong in die jeweilige Richtung im beziehungsweise gegen den Uhrzeigersinn.
In den Leveln kann man Bananen sammeln, wovon Donkey Kong insgesamt 300 Stück tragen kann. Diese können einerseits benutzt werden um die Herzleiste aufzufüllen (kostet 10 Bananen). Diese dient als Lebensernergieanzeige und enthält insgesamt drei Herzen. Wird von einem Gegner berührt oder fällt in einen Abgrund, verliert man eines davon. Andererseits kann der sogenannte Bananen-Berserker eingesetzt werden (kostet 20 Bananen). Durch diesen wird man zehn Sekunden unverwundbar, kann Gegner durch einfache Berührung töten und einen höheren Angriffssprung anführen.
Nach jeder Spielwelt muss ein Endgegner besiegt werden, wofür man jeweils eine goldene Medaille erhält. Finaler Endgegner ist King K. Rool. Kann man auch diesen besiegen, wird der Diddy-Kong-Modus freigeschaltet, bei dem man den Abenteuermodus erneut mit Diddy Kong absolvieren kann, wobei keine Kristalkokossnüsse mehr zu holen sind und keine frei einsammelbaren Bananen mehr vorhanden sind.

### Urwaldparty
In den Urwaldpartymodi sind nach und nach freischaltbare Minispiele absolvierbar. Dabei kann man ebenfalls Medaillen freispielen, die jedoch vom Abenteuermodus unabhängig sind. Insgesamt sind fünf Disziplinen vorhanden: Bei Kletterei muss ein vorgegebener Parcours als Erster absolviert werden; bei Hürdenkletterei ebenfalls, wobei dieser hier zusätzlich durch Hindernisse erschwert wird. In der Disziplin Kampfkletterei gewinnt, wer am Öftesten Gegner mit einer Angriffsattacke treffen kann, bei der Kategorie Fässerfiasko, wer in einer bestimmten Zeit die meisten Fässer zerstören kann. Letztlich ist die Disziplin Farbenfang spielbar, bei der möglichst viele Tafeln in der dem Spieler zugewiesenen Farbe markiert werden müssen.
Als Charaktere sind auswählbar:
| Charakter    | Verfügbarkeit                                                         | Sprungeigenschaften | Angriffseigenschaften |
| ------------ | --------------------------------------------------------------------- | ------------------- | --------------------- |
| Donkey Kong  | von Anfang an                                                         | 3/5                 | 3/5                   |
| Diddy Kong   | von Anfang an                                                         | 4/5                 | 2/5                   |
| Dixie Kong   | von Anfang an                                                         | 5/5                 | 1/5                   |
| Funky Kong   | von Anfang an                                                         | 2/5                 | 4/5                   |
| Kremling     | ab sechs Goldmedaillen in den Urwaldpartymodi                         | 3/5                 | 3/5                   |
| Wrinkly Kong | ab Sammeln aller 20 Kristallkokossnüsse                               | 5/5                 | 2/5                   |
| King K. Rool | ab zwölf Goldmedaillen in den Urwaldpartymodi                         | 1/5                 | 5/5                   |
| Bubbles      | ab Absolvieren des Diddy-Kong-Modus mit Einsammeln aller 24 Medaillen | 4/5                 | 4/5                   |

## Entwicklung

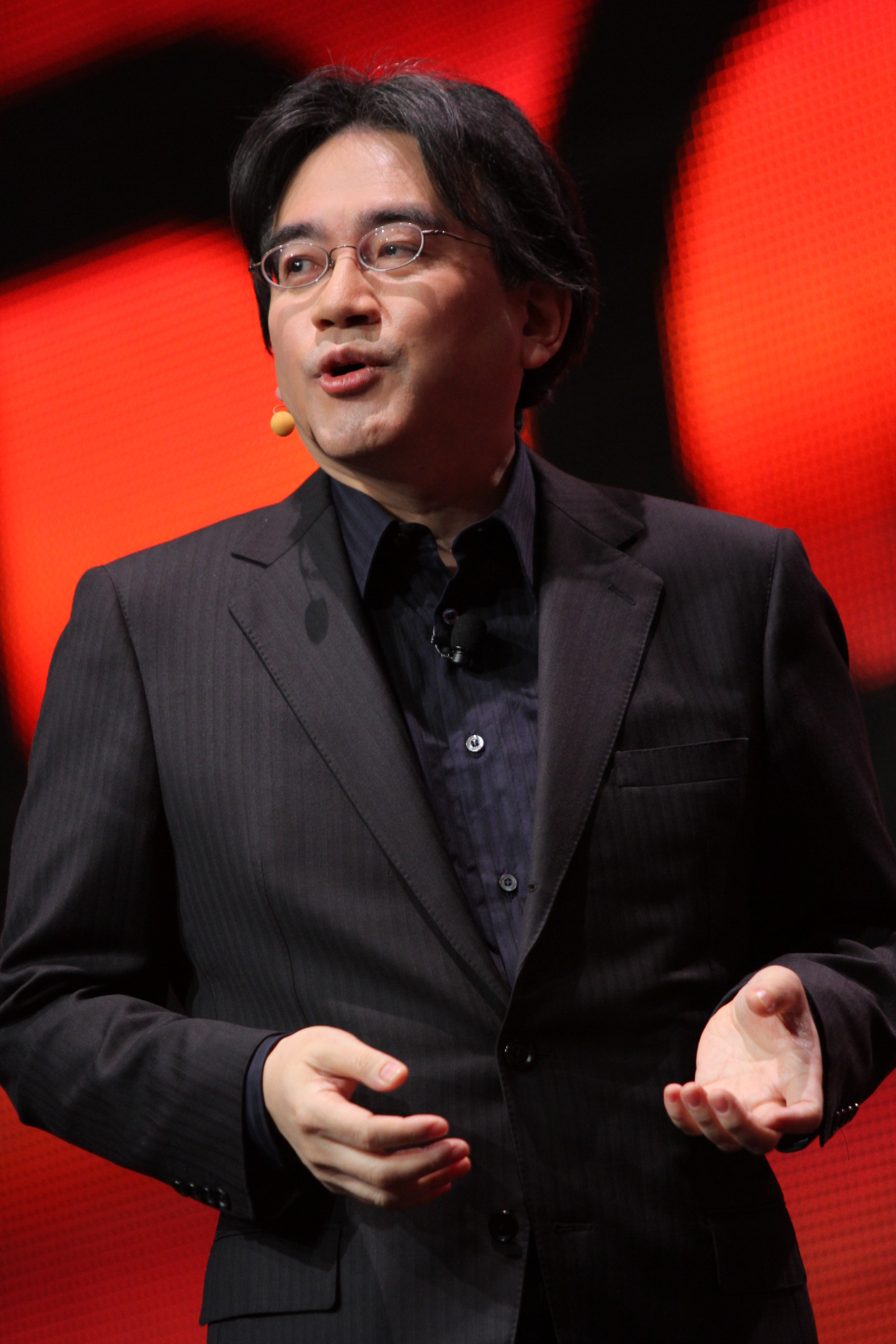
Satoru Iwata, der an Donkey Kong: King of Swing als Executiv Producer beteiligt war

Entwicklerstudio von Donkey Kong: King of Swing ist das japanische Videospielunternehmen Paon, das neben der Arbeit an Donkey Kong: King of Swing, Donkey Kong: Jungle Climber und Donkey Kong Jet Race vor allem durch ihre Mitarbeit an Super Smash Bros. Brawl bekannt wurde. Veröffentlicht wurde DK: King of Swing von Nintendo, während Toshiharu Izuno als Producer und Satoru Iwata Executiv Producer aktiv waren.
Die Musik wurde größtenteils neu komponiert, teilweise basieren die Musikstücke aber auf dem von David Wise, Robin Beanland und Eveline Fischer komponierten Soundtrack von Donkey Kong Country, DK Jamz.

## Rezeption
Mit schätzungsweise 240.000 verkauften Einheiten belegt Donkey Kong: King of Swing Platz 322 der meistverkauften Game-Boy-Advance-Spiele. Die Kritiken fielen durchschnittlich aus. So vergibt die Bewertungswebsite Metacritic einen Metascore von 70/100, bei IGN liegt die Bewertung bei 7,8/10 und GameFAQs gibt eine Bewertung von 3,65/5 an.

## Nachfolger
Nachfolger von Donkey Kong: King of Swing ist das 2D-Plattformspiel für den Nintendo DS Donkey Kong: Jungle Climber (jap. ドンキーコング　ジャングルクライマ, hep. Donkī Kongu Janguru Kuraimā, in den USA als DK: Jungle Climber erschienen).

## Neuveröffentlichung
Donkey Kong: King of Swing wurde am 22. Januar 2015 für den eShop der Wii U wiederveröffentlicht. Das Spiel kann dabei mit dem Wii U GamePad, dem Wii U Pro Controller, der Wii-Fernbedienung und dem Wii Classic Controller Pro gesteuert werden.